# Клио Спрингс (Оклахома)
Клио Спрингс (енгл. Cleo Springs) град је у америчкој савезној држави Оклахома.

## Демографија
По попису из 2010. године број становника је 338, што је 12 (3,7%) становника више него 2000. године.
| Група             | 2000.       | 2010.       |
| Белци             | 319 (97,9%) | 303 (89,6%) |
| Афроамериканци    | 5 (1,5%)    | 2 (0,6%)    |
| Азијати           | 0 (0,0%)    | 1 (0,3%)    |
| Хиспаноамериканци | 1 (0,3%)    | 25 (7,4%)   |
| Укупно            | 326         | 338         |